# Boulevard Berlin
Boulevard Berlin is een winkelcentrum in de Berlijnse wijk Steglitz. Het ligt ten noorden van de Joachim Tiburtiusbrug in de Schloßstraße, op de hoek van de Schildhornstraße. Het centrum werd geopend op 4 april 2012 en is een van de grootste winkelcentra in Berlijn.

## Geschiedenis en architectuur
Ter voorbereiding van de nieuwbouw werd het voormalige Wertheim-warenhaus uit de zestiger jaren tot op de constructie na ontmanteld. De nieuwbouw, naar plannen van architectenbureau O&O Baukunst is ontworpen als een vrijstaand  gebouw met een natuurstenen gevel. De bouw vond plaats in de jaren 2009-2012 en kostte 390 miljoen euro. De monumentale gevel aan de Schloßstraße en een trappentoren van het oorspronkelijke gebouw zijn bewaard gebleven en in het nieuwe gebouw  geïntegreerd. 
De Treitschkestraße werd tussen de Schloßstraße en het nieuw aangelegde Harry-Bresslau-Park in de stijl van een promenade overbouwd, waardoor het centrum via een glazen doorgang verbonden is met het warenhuis Karstadt. 
Bij de opening van Boulevard Berlin was het het 63e winkelcentrum in Berlin en het vierde winkelcentrum aan de Schloßstraße. Met een verkoopvloeroppervlakte van 76.000m² is het na de  Gropius Passagen en de Mall of Berlin het derde grootste winkelcentrum van Berlijn en behoort tot de grootste winkelcentra van Duitsland. Verdeeld over drie verdiepingen biedt het plaats aan ongeveer 140 winkels en restaurants. De huurders zijn onder andere Saturn, Karstadt Sport, Esprit, Hallhuber en Hollister. De eerste eigenaar was het Nederlandse Multi Development. Deze verkocht Boulevard Berlin aan Corio Deutschland GmbH. Op de derde verdieping is een parkeerdek, met daarboven nog een verdieping voor de technische installaties.
Het centrum heeft een aangrenzende parkeergarage met 850 parkeerplaatsen, die te bereiken is via de Schildhornstrasse. Het heeft ook directe toegang tot het metrostation Schloßstraße met lijn U9 en een directe verbinding met vier buslijnen. 
Reeds voor de coronapandemie kampte het winkelcentrum met grote leegstand als gevolg van de grootte van het centrum in combinatie met de concurrentie van de andere winkelcentrum in de Schlossstrasse. Begin 2022 werd bekend dat Klépierre (het voormalige Corio) het winkelcentrum voor een geschat bedrag van € 250 miljoen verkocht had aan een consortium van York Capital Management uit New York, Dunman Capital Partners GmbH uit Frankfurt am Main en Castlelake uit Minneapolis. De bovenverdiepingen die moeilijk verhuurbaar blijken zullen worden omgebouwd tot kantoren en short-stay appartementen.